# Tàngara melera de collar groc
La tàngara melera de collar groc (Iridophanes pulcherrimus) és un ocell de la família dels tràupid (Thraupidae) i única espècie del gènere Iridophanes Ridgway, 1901.

## Hàbitat i distribució
Habita la selva pluvial i vegetació secundària als Andes del sud de Colòmbia, oest i est de l'Equador i est del Perú.